# Leipziger Baumwollspinnerei

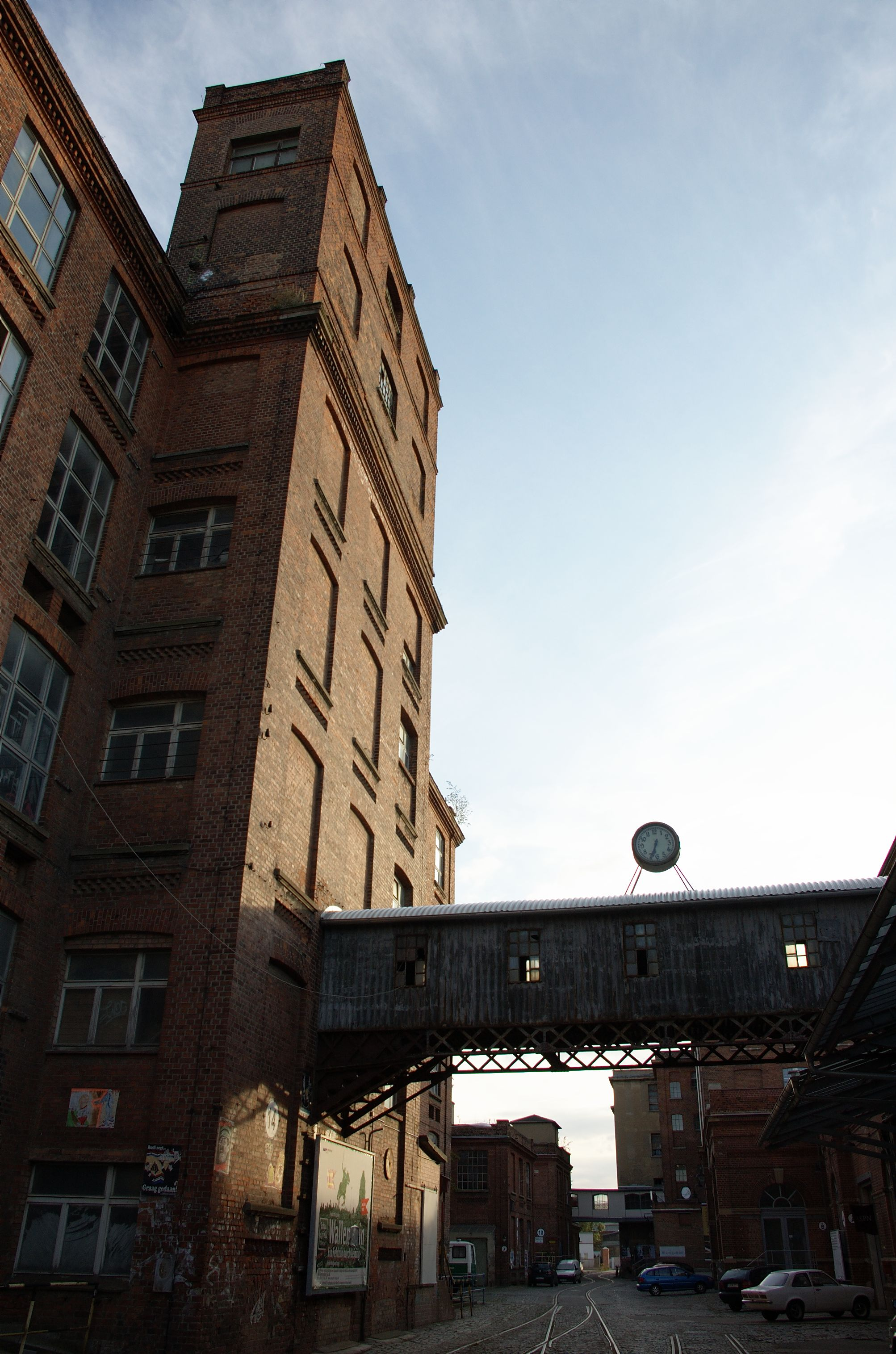
Un des bâtiments du site de l'ancienne filature

La Leipziger Baumwollspinnerei [ˈlaɪpˌt͡sɪɡɐ ˈbaʊmvɔlˌʃpɪnəˈʁaɪ] (« Filature de coton lipsienne » en allemand) est un ancien site industriel de 10 ha à Leipzig-Lindenau. Cette ancienne filature désaffectée est maintenant un quartier d'art avec de nombreuses galeries, commerces, studios et restaurants.
Fondée en 1884, l'usine est devenue la plus grande filature cotonnière en Europe continentale pendant un quart de siècle. Pendant ce temps, une ville industrielle entière de 20 usines, avec des logements ouvriers, des écoles maternelles et des espaces de loisirs, s'est développée autour de la filature. Elle a atteint son plus grand développement en 1907. Sur environ 100 000 m2 fonctionnaient 240 000 fuseaux pour le filage du coton. L'usine a employé jusqu'à 4 000 personnes, jusqu'à la fin de la production en 1993 quelques années après la réunification allemande.
Après quoi la zone a été repeuplée avec des personnes diverses comme des artisans, des auto-entrepreneurs, et surtout des artistes, la plupart appartenant à la Neue Leipziger Schule (Nouvelle école de Leipzig) de peinture. Plus de la moitié des bâtiments ont été reloués pour de nouveaux usages.
Une dizaine de galeries, un centre municipal des arts (Halle 14), et environ une centaine d'artistes (comme Neo Rauch, Rosa Loy, Jim Whiting (de) ou Matthias Weischer (de)) se sont installés sur le site, ainsi que des restaurants, des stylistes, des architectes, des imprimeurs, un orfèvre, un potier, un cinéma et un magasin de matériel d'art.
Le site comprend plusieurs quais de la gare ferroviaire désormais désaffectée entre Lindenau et Plagwitz. Des parties du quai sont encore visibles.